# برندان شاناهان
برندان شاناهان (انگلیسی: Brendan Shanahan؛ زادهٔ ۲۳ ژانویهٔ ۱۹۶۹) بازیکن هاکی روی یخ اهل کانادا است.
وی همچنین برندهٔ جوایزی همچون تالار افتخارات هاکی و جام استنلی شده‌است.
از باشگاه‌هایی که در آن بازی کرده‌است می‌توان به نیویورک رنجرز اشاره کرد.